# Malchiner See
Malchiner See är en insjö i det tyska förbundslandet Mecklenburg-Vorpommern. Sjön ligger sydväst om staden Malchin i distrikten Rostock och Mecklenburgische Seenplatte. Omkring sjön ligger landskapet Mecklenburgska Schweiz.
Sjön genomflyts av Peeneflodens källarm Västpeene, som avvattnar sjön Malchiner See till sjön Kummerower See.
Landskapet 